# Chanan Porat

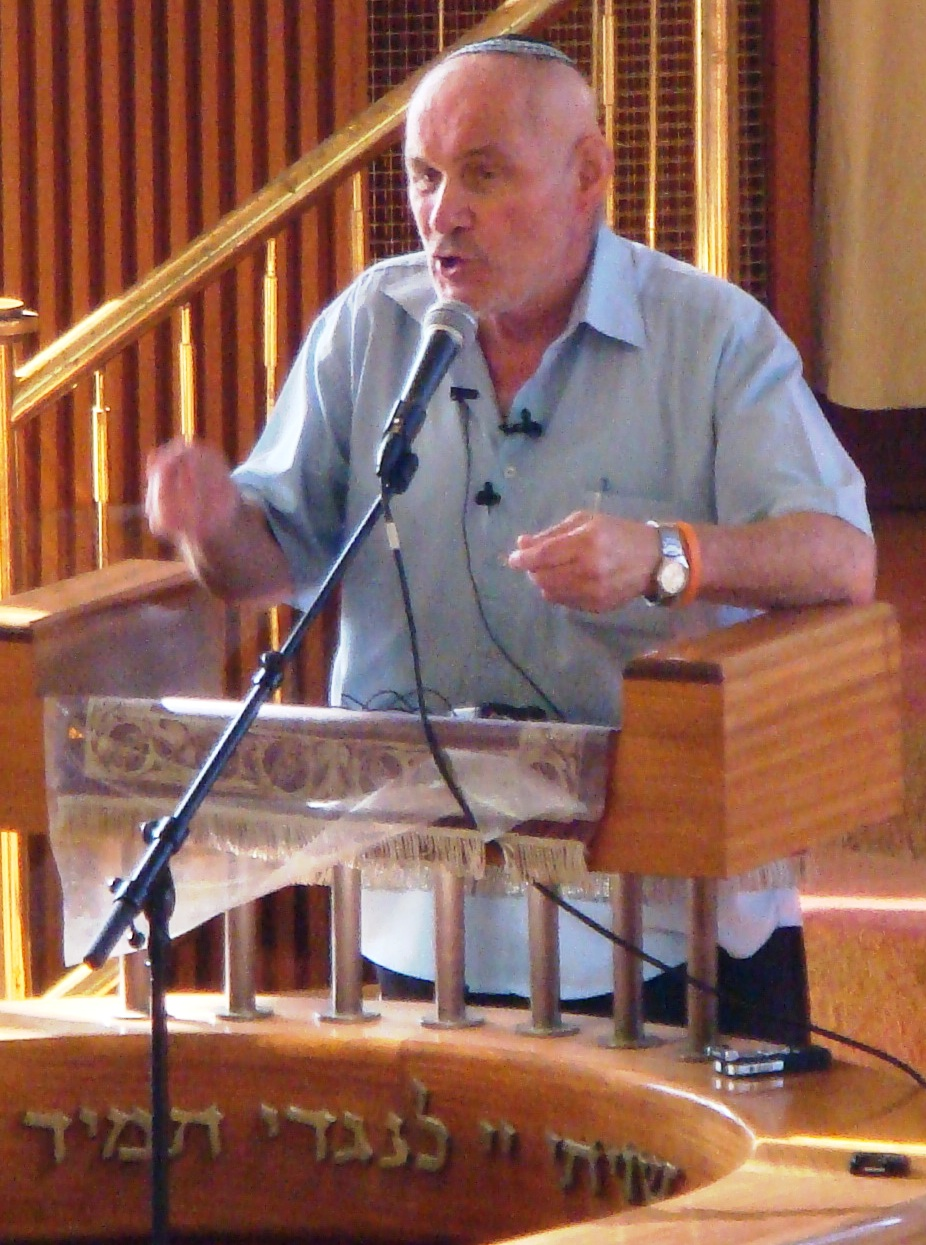
Chanan Porat, 2010

Chanan Porat (hebräisch חנן פורת; * 5. Dezember 1943 in Kfar Pines als Chanan Spitzer, Völkerbundsmandat für Palästina; † 4. Oktober 2011 in Kfar Pines, Israel) war ein israelischer orthodoxer Rabbiner, Erzieher und Politiker, Abgeordneter der Knesset für Techija, die Nationalreligiöse Partei (Mafdal), Tkuma und der Nationalen Union, von 1981 bis 1984 sowie 1988 (für die Nationalreligiöse Partei) und 1999 (Nationale Union).

## Publizierte Werke
- Et Ahai Anohi Mevakesh (zuerst publiziert als Et Anat Anohi Mevakesh)
- Me'at Min Ha'or
- Recorded lectures auf Arutz Meir (MeirTV) von Machon Meir